# Volcán Quehuar
El Nevado de Quehuar, de Quevar o de Queva es un volcán con una altitud de 6130 m s. n. m. ubicado en la cordillera de los Andes, en la provincia de Salta, Argentina. Es un volcán inactivo cubierto de nieve estacional gran parte del año y contiene un pequeño glaciar dentro de su cráter. Está ubicado en el altiplano argentino, de una altitud entre 3800 y 4000 m s. n. m., al norte de Argentina.

## Toponimia

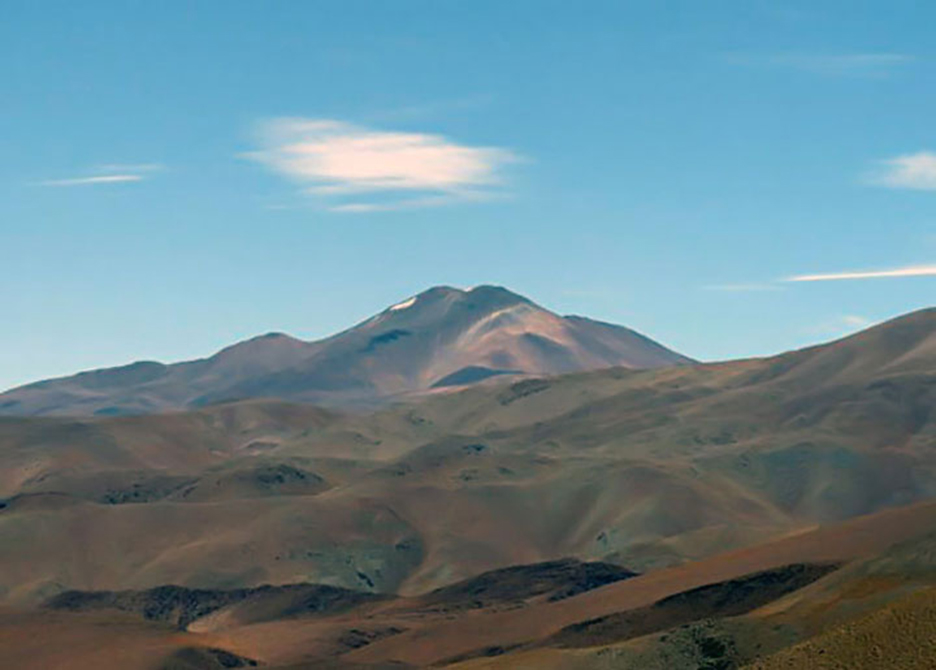
Otra vista del Volcán Quehuar.

El nombre Quehuar es el mismo nombre de la etnia Quehuare, que se localizaba al sur de Cuzco, designada como «Incas por privilegio».  Aparentemente los Quivar-Guaros, o Quehuar-Huaros, habrían sido enviados como colonos mitimaes por el inca a Copacabana, en el lago Titicaca.  Existe entonces la posibilidad de que los incas los haya enviado también a lugares más distantes y que podrían haber llegado como colonos a la región de Quehuar.
Puede hallarse una pista de esto en que Lorandi menciona una referencia histórica similar del 1600 en la cual se indica que los incas enviaron colonos del valle Chicoana, o Sikuani, cercano a Cuzco, hacia la zona que hoy forma parte del noroeste de Argentina y nombraron el lugar donde fueron reubicados de la misma manera. La localidad de Chicoana se encuentra en la provincia de Salta y aún conserva el mismo nombre.

## Yacimiento arqueológico
El volcán Quehuar es una de las pocas montañas en las que han sido hallados restos congelados de un sacrificio humano de la época del Imperio incaico. Cerca del punto más alto de su cumbre fueron halladas dos inusuales estructuras ceremoniales incaicas. Una de ellas podría ser el único ejemplo de ushniv, plataforma escalonada inca, ubicada en un sitio ceremonial de gran altitud.
En 1999, durante una expedición dirigida por los arqueólogos Johan Reinhard, José Antonio Chávez y María Constanza Ceruti a la cumbre del Quehuar , fueron recuperados los restos de una momia de una niña inca, sacrificada en una ceremonia de capac cocha y que había sido dinamitada por buscadores de tesoros tiempo después.